# Gallarda (tipografía)
Gallarda es un grado tipográfico que equivale a unos 8 puntos. Está entre los grados de Glosilla y Breviario, que es mayor.
Para que se pueda tomar como punto de comparación actualmente el texto normal en la prensa diaria está impreso en unos 8 u 8,4 puntos. 